# Amauris lecerfi
Amauris lecerfi är en fjärilsart som beskrevs av Eugene Boullet 1913. Amauris lecerfi ingår i släktet Amauris och familjen praktfjärilar. Inga underarter finns listade i Catalogue of Life.